# یانا ۸۵۵۶
سیارک ۸۵۵۶ (به انگلیسی: 8556 Jana، نامگذاری:1995NB) هشت هزار و پانصد و پنجاه و ششمین سیارک کشف شده‌است که در ۷ ژوئیه ۱۹۹۵ کشف شد.
قدر مطلق سیارک برابر ۱۳٫۴۰ است.